# بتمرهورن
بتمرهورن (به لاتین: Bettmerhorn) یک کوه در سوئیس است که در کانتون وله واقع شده‌است. بتمرهورن ۲٬۸۷۲ متر بالاتر از سطح دریا واقع شده‌است.